# Герштейн, Адольф Эдуард
Адольф Эдуард Герштейн (нем. Adolf Eduard Herstein; 1869, Варшава — 1932, Берлин) — польский художник и гравёр.

## Биография
Адольф Эдуард Герштейн родился в Варшаве, работал и преподавал во Франции, Германии (где он принимал активное участие в движении Берлинского сецессиона) и в родной Польше. Его картины маслом выполнены в технике импасто и стилистически близки к импрессионизму.
В Мюнхене в 1894 году у него начался роман с Франциской, графиней цу Ревентлоу (Фанни цу Ревентлоу). Она была беременна ребёнком от Герштейна, когда в 1895 году вышла замуж за политика Вальтера Любке. Беременность закончилась выкидышем. Позднее в 1897 году у Франциски родился сын Ральф, отцом которого считали Герштейна.
Его гравюра под названием «Знаменосец» находится в коллекции Музея современного искусства в Нью-Йорке. Две работы 1914—1915 годов хранятся в Бруклинском музее, Нью-Йорк.
В 1904—1911 годах он был владельцем частной школы живописи в Варшаве. Роман Крамштык был одним из его учеников.
Герштейн умер в Берлине.